# Psi8 Aurigae
Título a ser usado para criar uma ligação interna é Psi8 Aurigae.
Psi8 Aurigae (Dolones, 61 Aurigae) é uma estrela na direção da constelação de Auriga. Possui uma ascensão reta de 06h 53m 57.07s e uma declinação de +38° 30′ 18.3″. Sua magnitude aparente é igual a 6.46. Considerando sua distância de 825 anos-luz em relação à Terra, sua magnitude absoluta é igual a −0.56. Pertence à classe espectral B9.5sp....